# 観音崎礼砲台

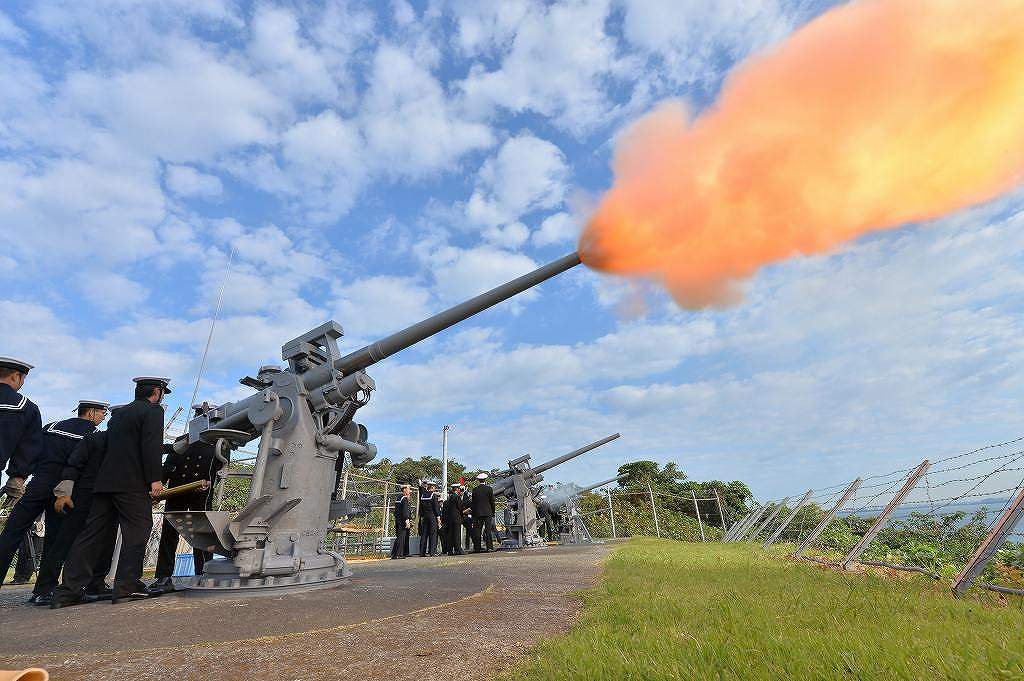
横須賀警備隊による礼砲

観音崎礼砲台（かんのんざきれいほうだい）は、 神奈川県横須賀市鴨居4-3に所在する海上自衛隊の礼砲台である。元々は「観音崎警備所」の一施設であったが、同警備所の廃止に伴い礼砲台だけが存続し、改称された。

## 概要

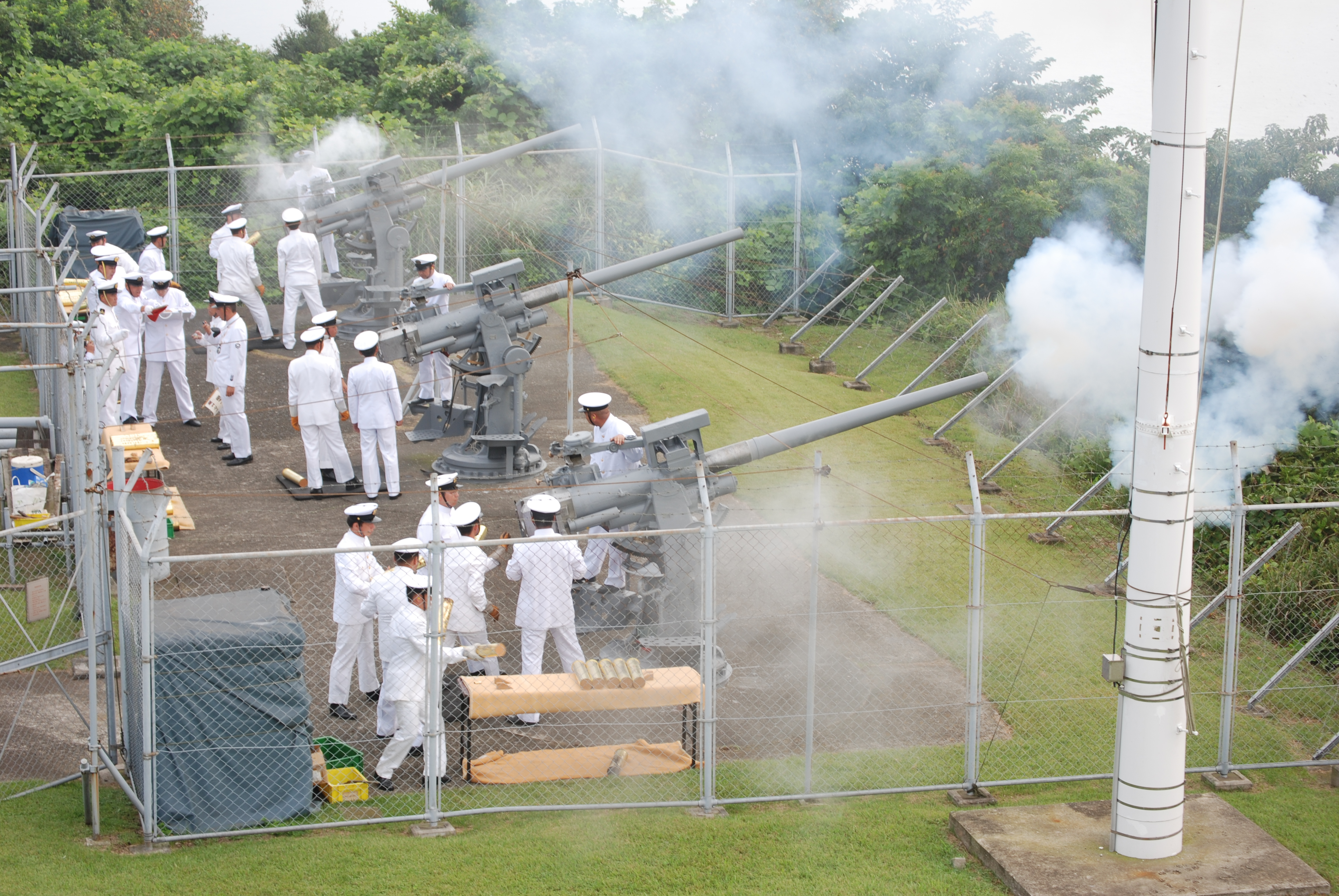
礼砲交換

観音崎礼砲台は東京湾の玄関口にあたる観音崎に所在し、くす型護衛艦より撤去した3門の50口径3インチ単装砲（Mk22 MOD4）が転用され設置されている。友好国の軍艦が東京湾を訪問する際、正規の外交機関を通じて礼砲実施の申入れがあった場合に、横須賀陸警隊が礼砲を実施する。
50口径3インチ単装砲はそれぞれ、31番砲、32番砲、33番砲と名称がついており、これは十の位が砲の口径を表し、一の位が砲の順序を表す海上自衛隊独特の呼称であり、自衛艦の艦砲においてもこの呼称が用いられている。
なおそれぞれの製造年は31番砲不明、32番砲1942年、33番砲1943年。礼砲台への設置は31番砲及び32番砲が1962年（昭和37年）5月1日、33番砲は1965年（昭和40年）11月30日である。

## 沿革
- 1958年（昭和33年）4月1日：観音崎警備所が新編。
- 2012年（平成24年）3月26日：観音崎警備所を廃止。観音崎礼砲台に改称。